# Raffael-Denkmal

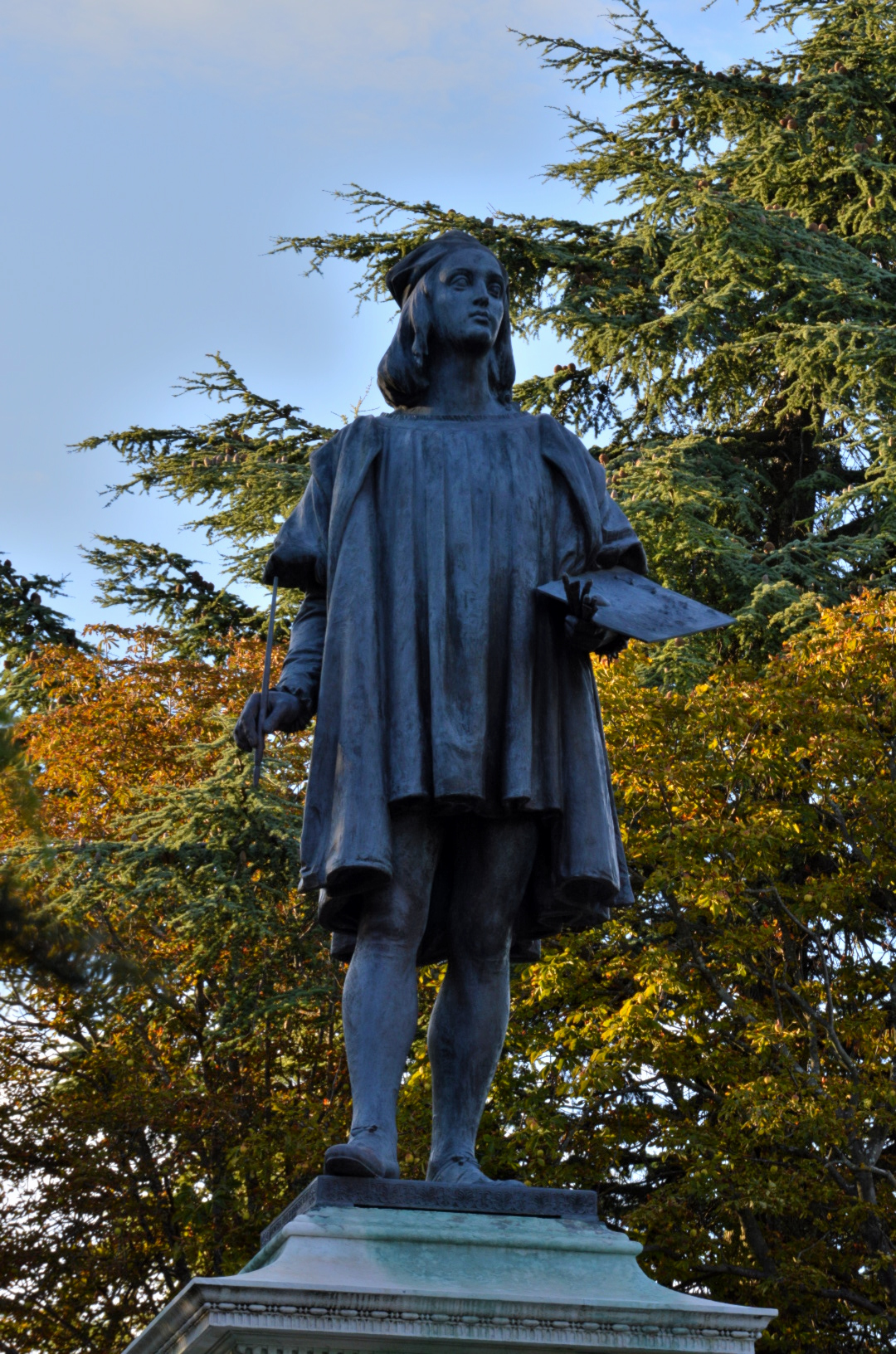
Raffael-Statue

Das Raffael-Denkmal ist eine überlebensgroße, von dem Bildhauer Luigi Belli geschaffene, auf einen Sockel stehende Bronzefigur des italienischen Kunstmalers und Architekten Raffael (voller Name: Raffaello Sanzio da Urbino) (1483–1520), die sich auf der Piazzale Roma in Urbino befindet.

## Geschichte
Im Jahr 1828 wurde von den Einwohnern von Urbino der Wunsch geäußert, Raffael in seiner Geburtsstadt mit einem Denkmal zu ehren. Aufgrund fehlender finanzieller Mittel musste der Plan zunächst aufgegeben werden. Auf Initiative der Academia Raffaello wurde 1883 ein Wettbewerb für ein Denkmal ausgeschrieben, den der Bildhauer Luigi Belli aus Turin gewann. Im August 1897 wurde das fertige Denkmal unter dem Jubel einer großen Menschenmenge enthüllt. Als Standort war die Piazza Duca Federico gewählt worden, einer der am stärksten frequentierten Plätze im historischen Zentrum Urbinos. Die Nähe zum Herzoglichen Palast (Palazzo Ducale), einem weiteren bedeutenden Sinnbild und Blickpunkt der Stadt, führte zu der Auffassung, dass sich die beiden Sehenswürdigkeiten gegenseitig ihre einzigartige Bedeutung und Wirkung nehmen. Deshalb wurde entschieden, das Raffael-Denkmal in die Parkanlage des Piazzale Roma am Ende der nach Raffael benannten Via Raffaello zu verlegen.
Da im Laufe der Jahre Verschmutzungen und kleine Beschädigungen am Denkmal aufgetreten waren, wurde es 2019 gründlich restauriert. Die durchgeführten Arbeiten bestanden im Wesentlichen darin, die Patinas mit Bioziden zu reinigen, die beschädigten Teile zu rekonstruieren und Schutzlacke aufzutragen.

## Beschreibung

### Raffael-Statue
Die überlebensgroße Figur Raffaels wurde aus Bronze gegossen. Er trägt einen Malerumhang und eine Kopfbedeckung. In der rechten Hand hält er einen Malpinsel, in der linken eine Farbpalette.

### Sockel
Die Bronzeskulptur steht auf der obersten Plattform eines in mehrere Abschnitte unterteilten Marmorsockels. Unterhalb der Statue ist auf der Vorderseite ein Flachrelief in den Sockel eingelassen, das Raffael bei den Arbeiten an einem Porträt des Papstes Leo X. und den Kardinälen Giulio de’ Medici, dem späteren Clemens VII. und Luigi de’ Rossi darstellt. Die Darstellung entspricht dem um 1518 von Raffael angefertigten Gemälde. Im Sockel ist auch eine Reihe von kleinen Bronzemedaillen eingelassen, auf denen die Gesichter von Künstlern, die mit Raffael zusammen gearbeitet hatten, zu sehen sind. Dabei handelt es sich um Timoteo Viti, Donato Bramante, Perugino, Marcantonio Raimondi, Giulio Romano, Giovanni da Udine und Perino del Vaga. Am Boden vor dem Sockel befinden sich aus weißem Marmor gefertigte Skulpturen, die drei kleine nackte Knaben darstellen. Es handelt sich dabei um allegorische Darstellungen des kindlichen Raffael und zeigt ihn auf einer Farbpalette aufgestützt, erste Zeichnungen anfertigend sowie ein Schild mit der Inschrift RAPHAEL VRBINAS hochhaltend. Die Skulpturen ähneln der Darstellung von Kindern, wie sie in Gemälden von Raffael ausgedrückt wurden, beispielsweise in Madonna mit dem Stieglitz oder Madonna Terranuova. An den Seiten lehnen lebensgroße Bronzeskulpturen, die einen weiblichen sowie einen männlichen Akt darstellen.

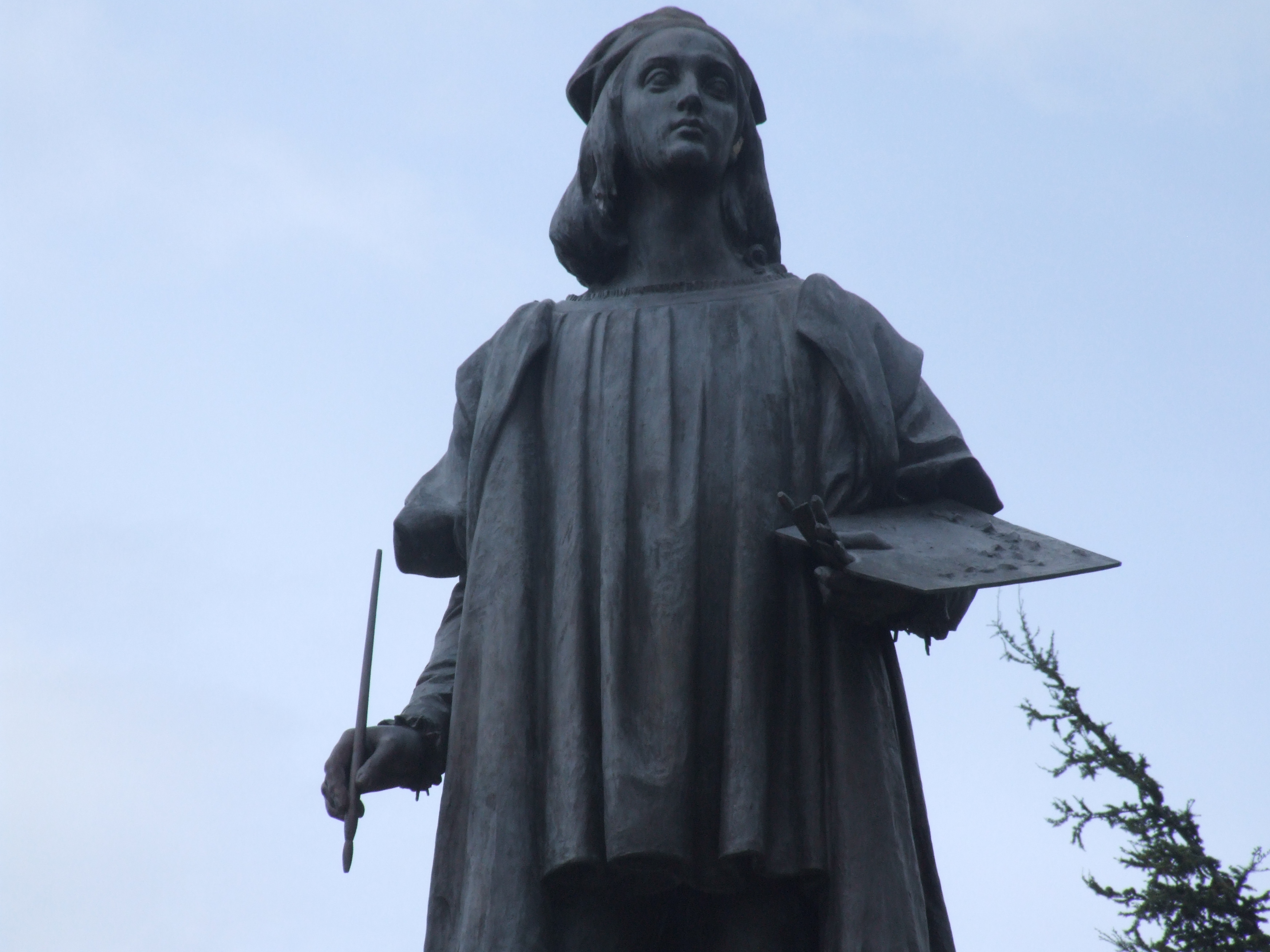
Detailansicht der Raffael-Statue
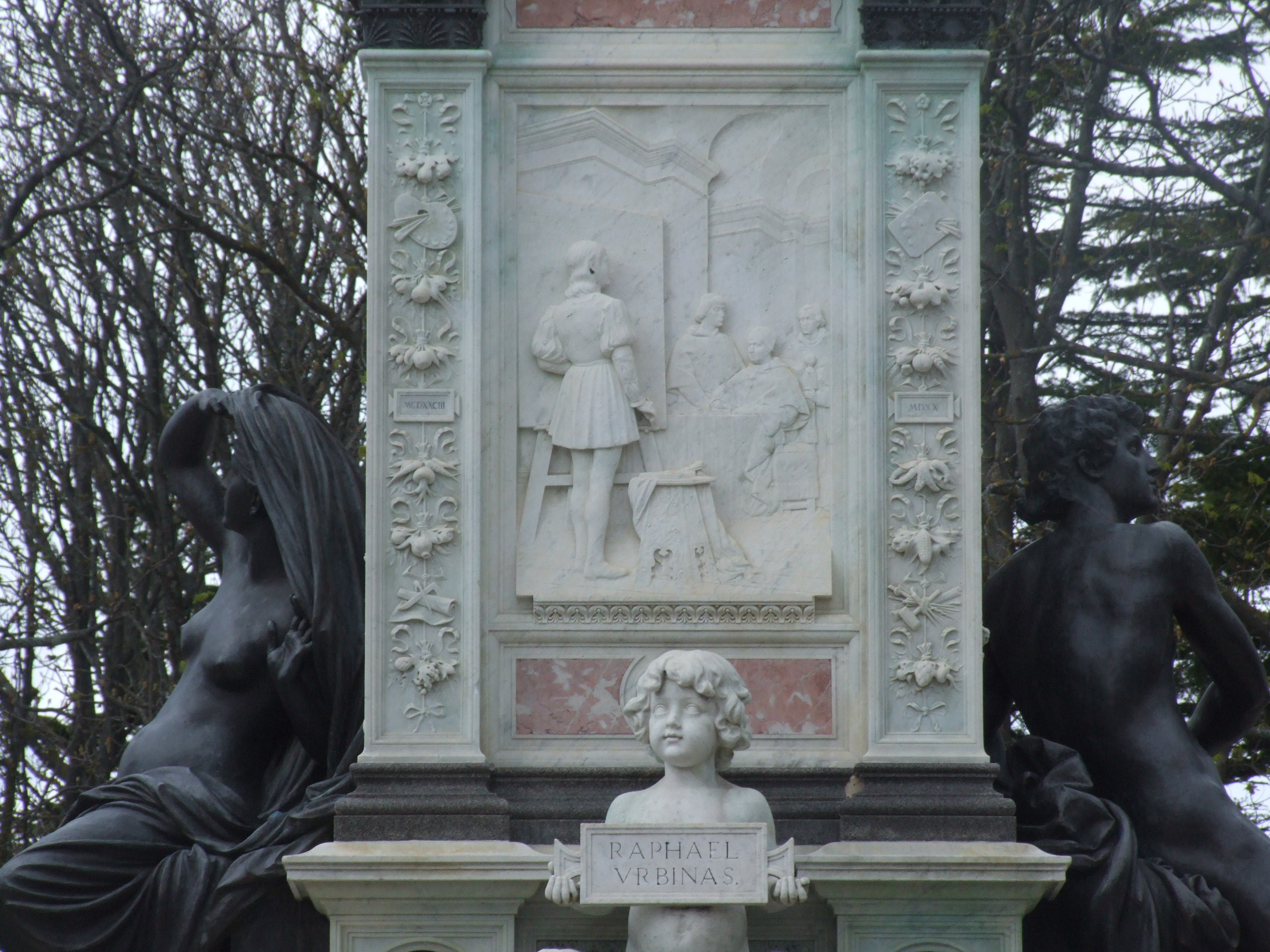
Sockel-Flachrelief mit Leo X.
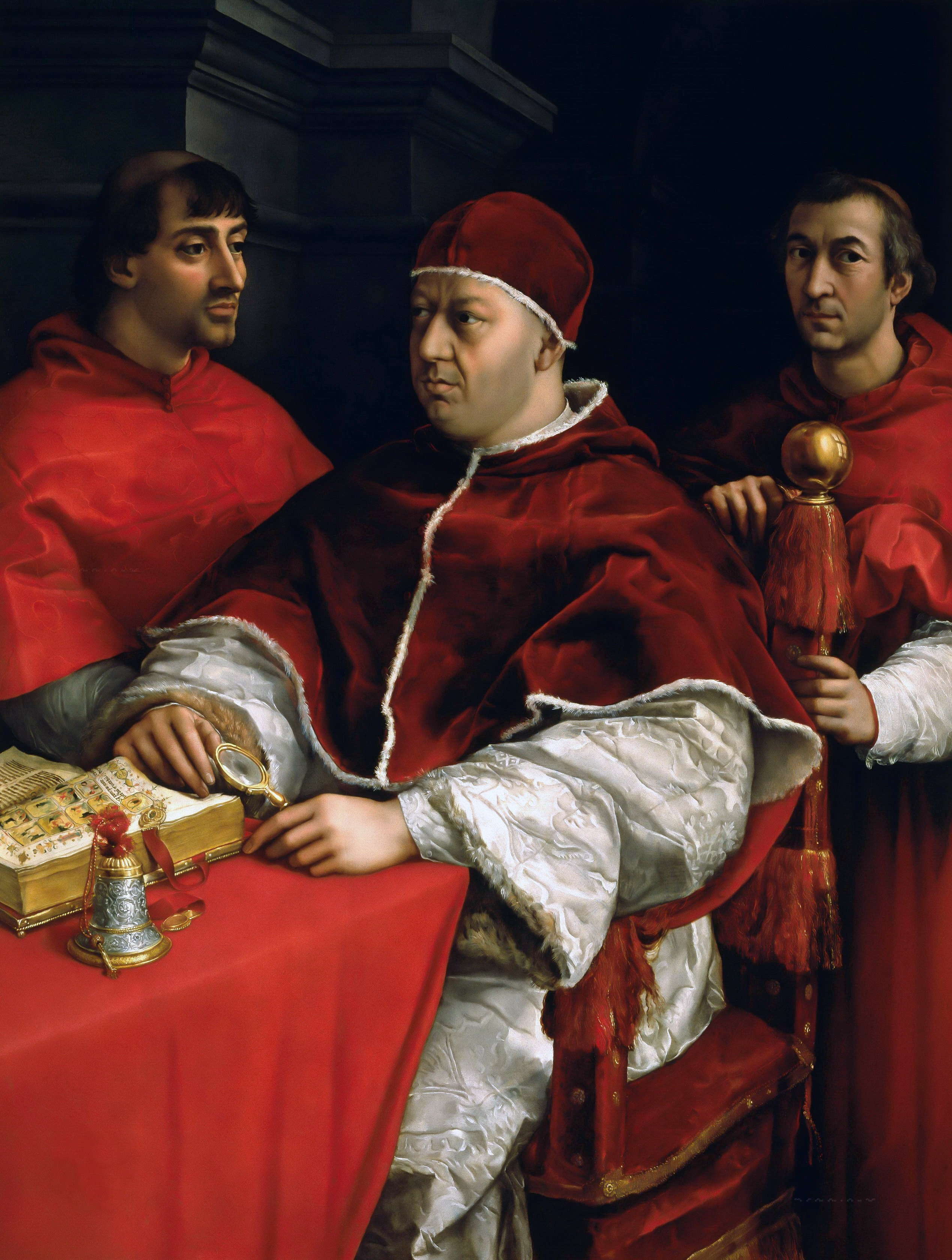
Raffaels Porträt von Papst Leo X.
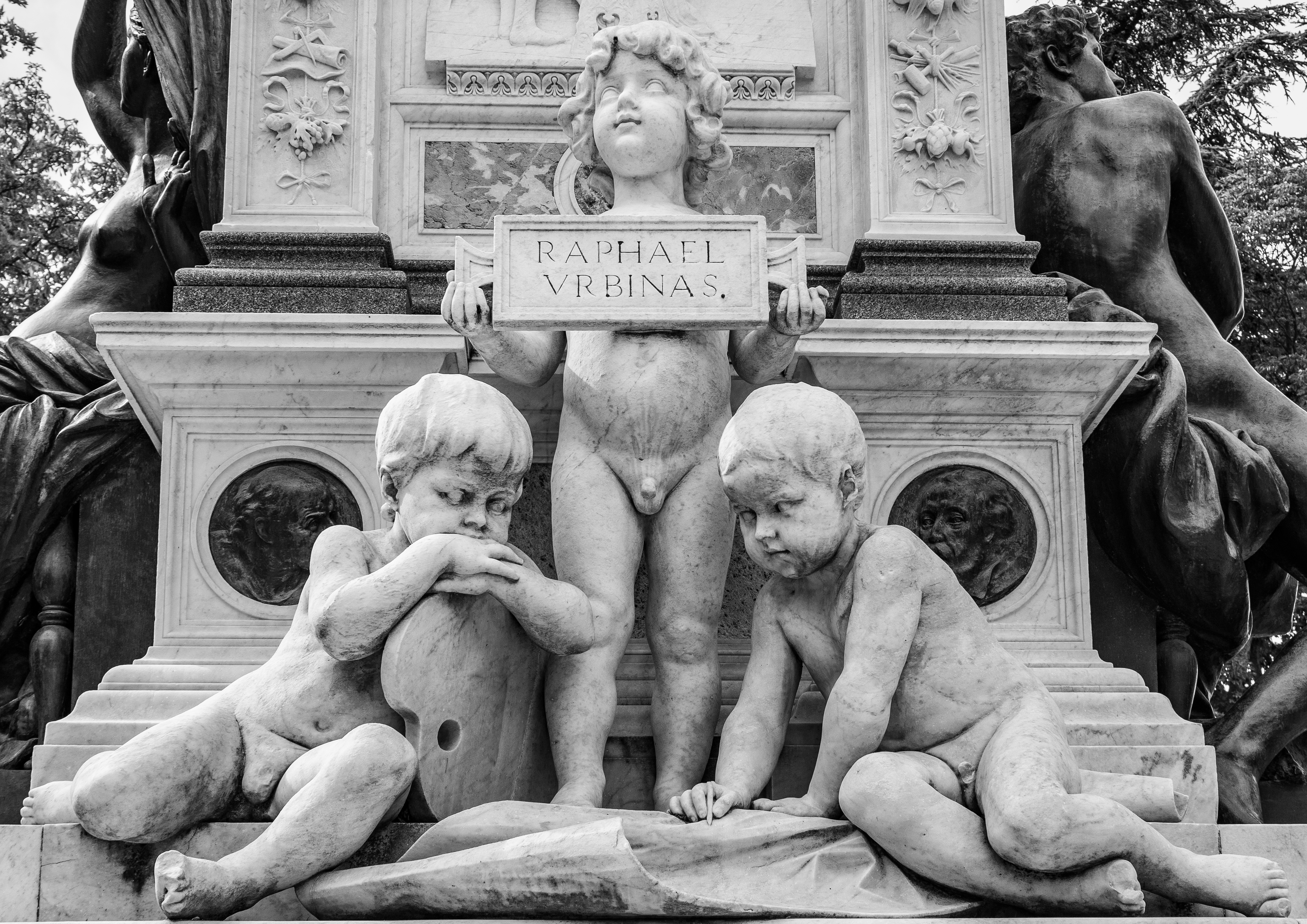
Knaben-Skulptur
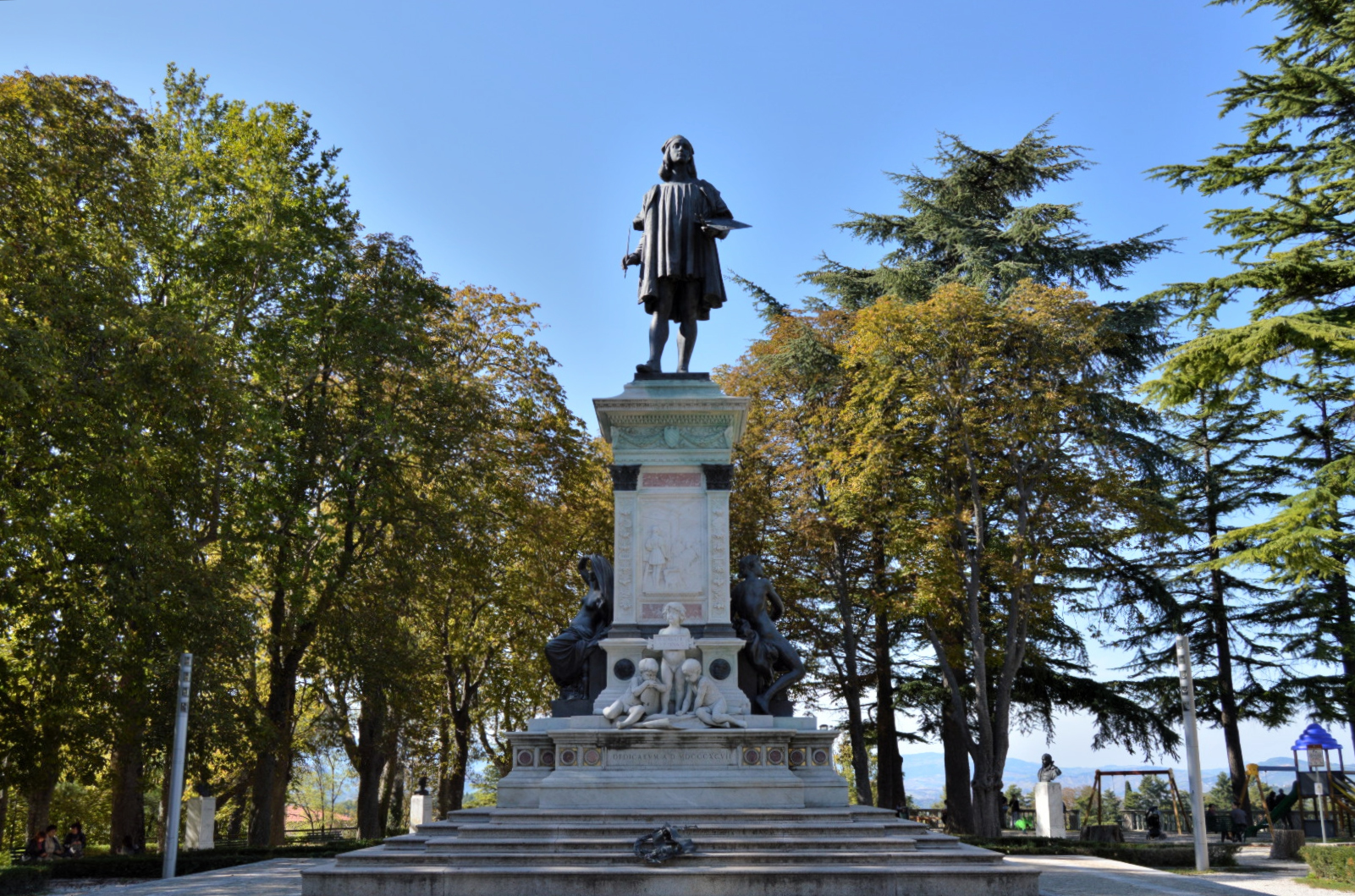
Gesamtansicht des Denkmals

Die Basis des Denkmals wird aus einer Bodenplatte sowie fünf Treppenstufen gebildet.